# Maxim Gustik
Maxim Gustik (en ruso: Максим Густик, en bielorruso: Максім Гусцік, Maxim Hustsik; Minsk, 1 de mayo de 1988-Minsk, 9 de diciembre de 2023) fue un deportista bielorruso que compitió en esquí acrobático.
Ganó una medalla de bronce en el Campeonato Mundial de Esquí Acrobático de 2015, en la prueba de salto aéreo. Participó en dos Juegos Olímpicos de Invierno, en los años 2018 y 2022, ocupando el sexto lugar en Pekín 2022, en la prueba de salto aéreo por equipo.
Falleció a la edad de 35 años, atropellado por un coche en su ciudad natal.

## Medallero internacional
| Campeonato Mundial | Campeonato Mundial    | Campeonato Mundial | Campeonato Mundial |
| Año                | Lugar                 | Medalla            | Prueba             |
| ------------------ | --------------------- | ------------------ | ------------------ |
| 2015               | Kreischberg (Austria) | Medalla de bronce  | Salto aéreo        |